# Завхан
Завхан (раніше Дзабханський аймак, монг. Завхан аймаг) — аймак, розташований на північному заході Монголії. Площа аймаку складає 82500 кв км, центр аймаку місто Уліастай розташоване на відстані 1115 км від Улан-Батору. Аймак було створено у 1931 році, він складається з 24 сомонів. Населення станом на 2010 рік 64924 (15 місце). Щільність населення 0,79 чол на км кв.

## Географія
На півночі Завхану проходить державний кордон між Монголією та Росією (Республіка Тува), на заході він межує з аймаком Увс, на південному заході з аймаком Ховд, на півдні з Говь-Алтай, на південному сході — з Баянхонгор, на сході з Архангаєм, на північному сході з Хувсгел аймаком.

## Рельєф

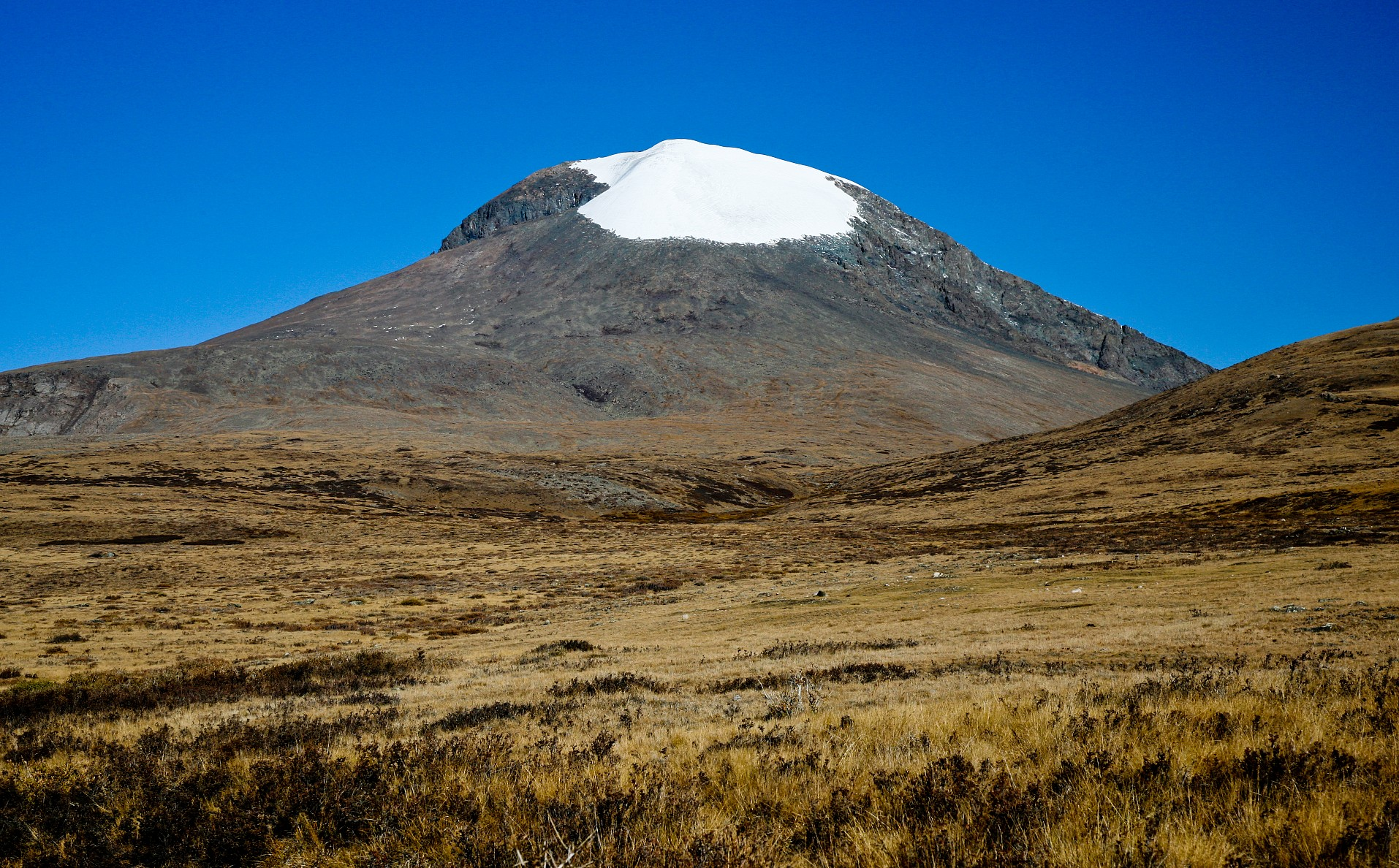
Тенгер 2009

Назва аймаку походить від річки Завхан, яка протікає його територією. На території аймаку бере свій початок один з двох витоків річки Селенга — Ідер. Також є річка Богд. Західний кордон аймаку межує з великим озером Хар-Нуур. Також є озера Буст-Нуур, Дурген, Ойгон нуур, Телмен Нуур (200 кв км).[неавторитетне джерело]
Гори — основні хребти Хангаю Отгон-Тенгер (4008 м). Гірська місцевість. Піщані бархани довжиною 100–200 км. Також на території Завханського та Гобі-Алтайського аймаків є піщаний бархан Монгол елс довжиною 600 км та площею 2724 кв км.
На території аймаку розташовані піски Борхир елс довжиною 180 км та шириною 15 км. Посеред пісків є джерела, озера Баян, Хар.

## Корисні копалини
Родовища залізної руди, свинцю, золота, кольорових та урановмісних металів, шпату, мідно-молібденової руди, хімічної та будівельної сировини.

## Клімат
Клімат різко-континентальний. Середня температура січня -34 °C (у Тосонценгеле до -53 °C), липня +22 °C, середня норма опадів у горах 400 мм, на рівнині 200–260 мм.

## Тваринний світ
Водяться муфлони, козулі, антилопи-джейрани, рисі, лисиці, корсаки, вовки, дикі кішки.

## Адміністративний поділ
| №п/п | сомон         | Площа тис. кв км | Населення | Центр        |
| 1    | Алдархаан     | 7,3              | 5200      | Алдар        |
| 2    | Асгат         | 0,7              | 1500      | Асгат        |
| 3    | Баянтес       | 4,2              | 3000      | Алтай        |
| 4    | Баянхайрхан   | 2,6              | 3200      | Алтанбулаг   |
| 5    | Дорволжин     | 7,26             | 3200      | Буга         |
| 6    | Завханмандал  | 3,6              | 2100      | Нуга         |
| 7    | Ідер          | 3,8              | 3700      | Зуунмод      |
| 8    | Іх-Уул        | 3,8              | 7000      | Буянт-Ухаа   |
| 9    | Нумруг        | 3,3              | 2900      | Ходорго      |
| 10   | Отгон         | 6                | 4000      | Буянт        |
| 11   | Сантмаргац    | 2,4              | 1564      | Холбоо       |
| 12   | Сонгино       | 2,49             | 2800      | Цавдан       |
| 13   | Булнай        | 5,3              | 12200     | Шумуултай    |
| 14   | Тудевтей      | 2,7              | 2700      | Ойгон        |
| 15   | Телмен        | 3,4              | 3700      | Увгуд        |
| 16   | Тес           | 8,72             | 4400      | Зур          |
| 17   | Ургамал       | 3,5              | 2400      | Хунгий       |
| 18   | Цагаанхайрхан | 2,6              | 2800      | Ширее        |
| 19   | Цагаанчулуут  | 2,5              | 2600      | Цагаанчулуут |
| 20   | Цецен уул     | 2,4              | 2300      | Тегш         |
| 21   | Шилуустей     | 2,8              | 3000      | Балгатай     |
| 22   | Ерденехайрхан | 4,1              | 3500      | Алтай        |
| 23   | Яруу          | 5                | 4200      | Чандмань     |
| 24   | Уліастай      | 0,032            | 16240     | Уліастай     |

## Промисловість та сільське господарство
Головний сектор економіки — сільське господарство, передусім тваринництво. У 2011 році у сомоні Телмен розпочато будівництво ТЕС яка обслуговуватиме потреби аймаків Завхан та Говь-Алтай. Першу чергу потужністю 30 МВт планується здати до 2015 р.

## Пам'ятки, музеї
У місті Завхан є два музеї: Музей відомих людей та Краєзнавчий музей.
- Монастир Дашиндаржа відкрився у 1990 році і в ньому перебуває 50 монахів. Монастир розташовано в юрточному районі Завхану.
- Жавхлант Толгой вершина на північ від центру міста Завхан звідки відкривається вид на місто.
- Руїни міста Сангийн датуються 1733 роком.
- Отгон-Тенгер — вічно вкрита снігом вершина висотою 4008 в сомоні Отгон з якої починаються річки Буянт та Богд. Вважається священною горою на якій регулярно проводяться урочисті ритуали.